# El Salto, Ayutla de los Libres
El Salto är en ort i Mexiko.   Den ligger i kommunen Ayutla de los Libres och delstaten Guerrero, i den södra delen av landet, 270 km söder om huvudstaden Mexico City. El Salto ligger 974 meter över havet och antalet invånare är 547.
Terrängen runt El Salto är lite bergig. Runt El Salto är det ganska tätbefolkat, med 58 invånare per kvadratkilometer. Närmaste större samhälle är Ayutla de los Libres, 9,5 km sydväst om El Salto. I omgivningarna runt El Salto växer huvudsakligen savannskog.